# Puente de la Constitución (Venecia)
El Puente de la Constitución (Ponte della Costituzione en italiano) es un puente de la ciudad de Venecia. Inicialmente conocido como Cuarto Puente sobre el Canal Grande (Quarto Ponte sul Canal Grande en italiano) o Puente de Calatrava. El puente fue conocido coloquialmente por alguno de estos dos nombres ya que durante todo el tiempo que duró su construcción y hasta poco tiempo antes de la fecha prevista para su apertura no se le había asignado un nombre oficial.
Junto con el Puente de Rialto, el Puente de los Descalzos, y el Puente de la Academia son los únicos que atraviesan el Canal Grande. 
Fue diseñado por el ingeniero español Santiago Calatrava y comunica el Piazzale Roma con la zona de la Estación de trenes Santa Lucia. Envuelto en una fuerte polémica por los continuos accidentes de los usuarios, ha sido protagonista de uno de los episodios del programa de TV "Grandes fracasos de la ingeniería".

## Datos técnicos

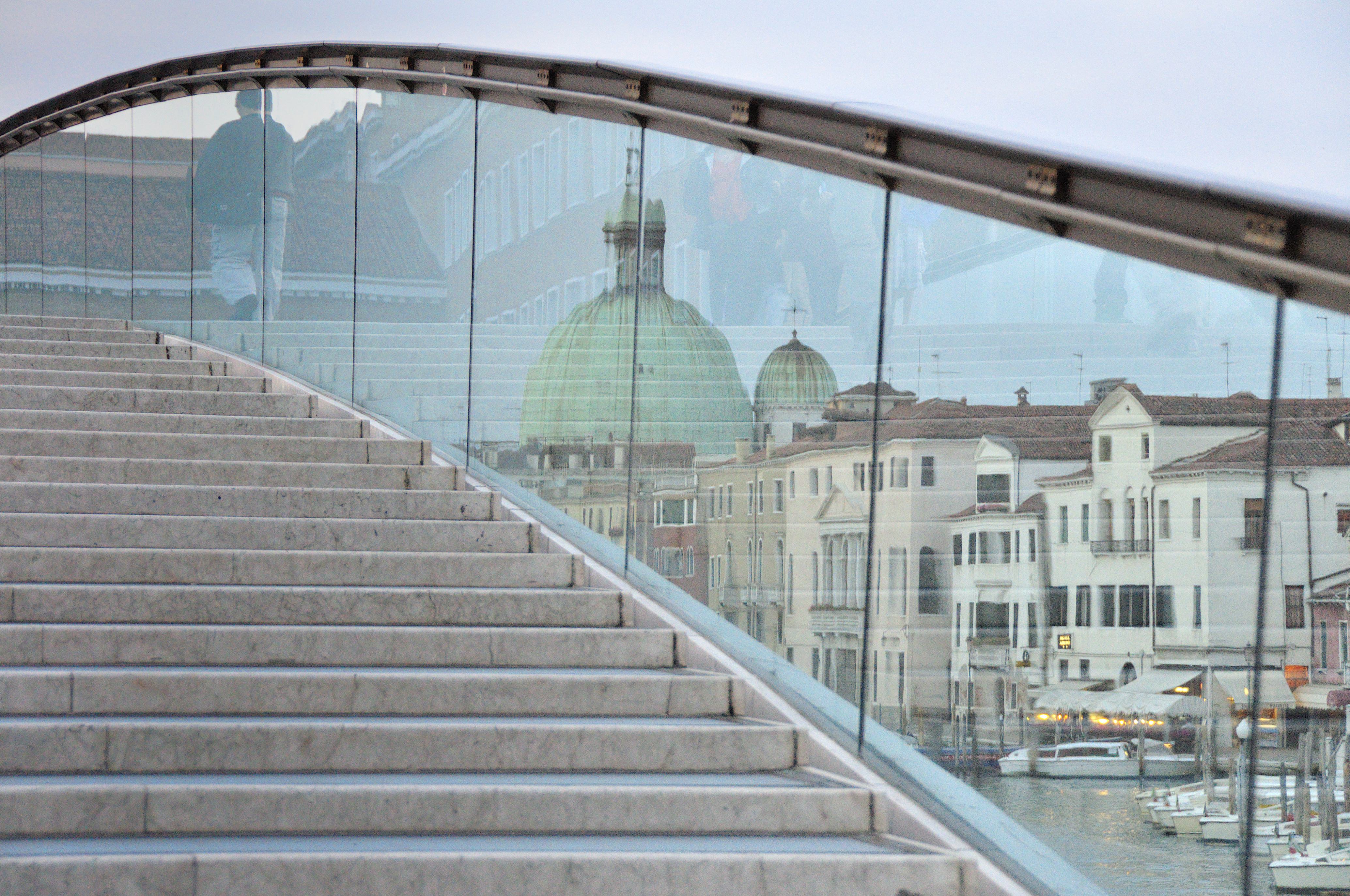
Detalle de la barandilla del puente.

El puente consta de un solo arco metálico y tiene un largo total de 94 metros con una luz libre central de 81 metros. El ancho de él oscila entre un mínimo de 5,58 m (en los extremos) y un máximo de 9,38 m (en el centro). La altura máxima (en el centro del canal) es de 9,28 m.

## Historia
La construcción del puente se vio envuelta en una gran controversia ya que el proyecto inicial no contemplaba el acceso a personas con movilidad reducida, por las grandes demoras respecto del plazo inicial y por el aumento de los costos de la obra, que se triplicaron.

## Construcción

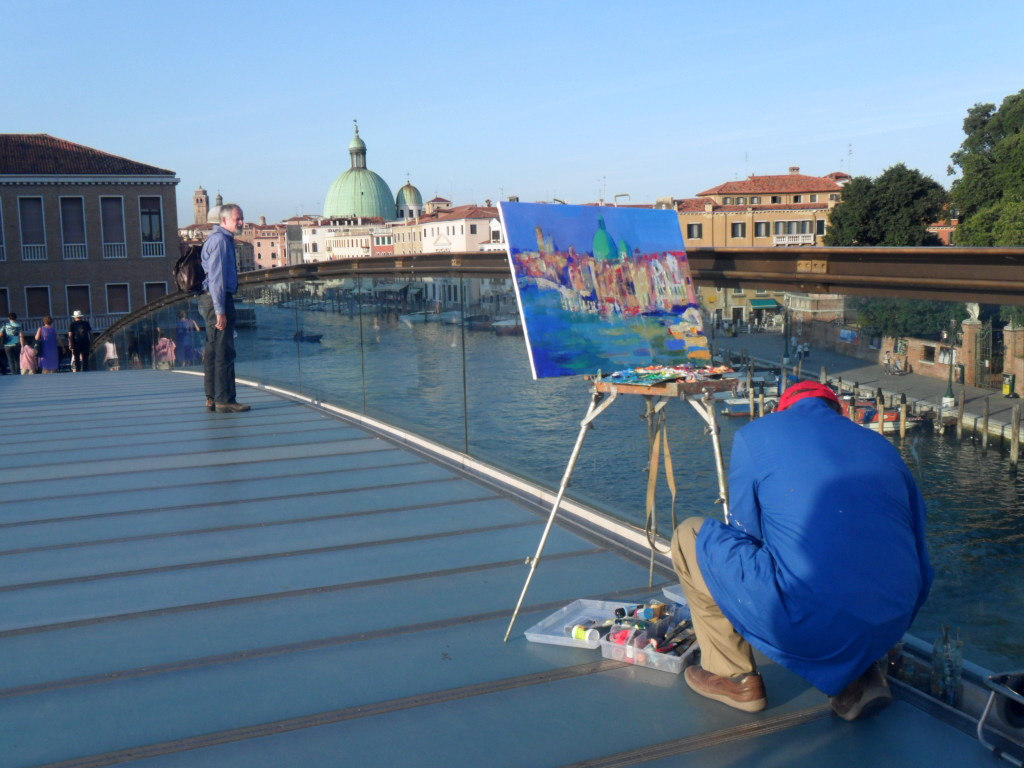
Un artista sobre el puente de la Constitución.

Tras años de aplazamientos, dudas sobre la estabilidad del puente y la polémica sobre el aumento de los costos, los trabajos de instalación del puente comenzaron el 28 de julio de 2007 con la colocación de los dos tramos laterales y concluyeron el 11 de agosto de 2007 con la colocación del tramo central sobre dos apoyos provisionales, luego de su transporte a lo largo del Gran Canal en la noche del 7 al 8 de agosto. 
En los días siguientes el tramo central fue soldado a los dos tramos laterales (que están fijados a las bases en tierra firme). Más tarde, y luego de pruebas sobre resistencia de la estructura, en el otoño boreal de 2007 fueron eliminados los apoyos provisionales que sostenían la parte central.                        
Posteriormente comenzaron los trabajos de colocación del suelo, las barandas y demás elementos necesarios para el uso. Sin embargo la inauguración del puente debe esperar el asentamiento definitivo de la estructura y la aprobación por parte de las autoridades correspondientes de la parte destinada a las personas con movilidad reducida.
Inicialmente se había previsto una ceremonia de inauguración con la presencia del Presidente de Italia, pero finalmente se canceló ante la posibilidad de protestas de grupos opuestos al puente.
Oficialmente se había indicado que la apertura se haría el 18 de septiembre de 2008 pero sin previo aviso se habilitó al público pocos minutos antes de la medianoche el 11 de septiembre.